# Гаторн-Харди, Моффи
Роузшип Мифанви Нелл Гаторн-Харди (род. 25 октября 1994 г.), как Моффи Гаторн-Харди — модель, подписавшая контракт с Storm Models, тем же агентством, которое наняло супермодель Кейт Мосс. В первую очередь она известна своим косоглазием и как представительница сложных норм индустрии моды, хотя она сказала: «Мне трудно приписать себе „вызов“ чему-либо; хотя я полагаю, что я сделала это непреднамеренно».

## Семья и образование
Она дочь Бенджамина Гаторн-Харди, сына писателя Джонатана Гаторн-Харди и потомка графов Крэнбрука и баронов Гленконнеров, и Филиппы, дочери Дэвида Хеймана. После развода родителей воспитывалась в Лондоне матерью, художницей, и отчимом-пианистом. Гаторн-Харди вспоминала, как в юности «носила в школе большие круглые очки и повязку на глаз, чтобы попытаться укрепить мой более слабый глаз… Мои родители пытались сделать все возможное, чтобы улучшить его, но не хотели делать рискованную операцию, потому что мне бы сделали общий наркоз, а это опасно, когда ты ребёнок». Хотя она вспоминала «небольшое разделение между мной и другими „нормальными“ детьми», ей «всегда очень везло, потому что моя мама каждый день в детстве говорила мне, что я красивая и особенная, и поэтому глубоко привила мне чувство уверенности в себе». Получила образование в Университетском колледже Лондона, где изучала русский и французский языки.

## Карьера
Гаторн-Харди была замечена Storm Models в возрасте 14 лет на фестивале, но не снималась в течение нескольких лет. Её первая съемка была для обложки Pop в 2013 году; после знакомства с фотографом ей предложили работать моделью, несмотря на то, что у неё не было особых знаний о моде. Внимание прессы и Интернета в значительной степени было сосредоточено на её косоглазии, представляющем отход от стандартов индустрии моды. Гаторн-Харди прокомментировала: «Тому факт, что у меня слабый глаз, но я все ещё умудряюсь быть моделью, и это хорошо для меня, придается большое значение, это немного глупо, потому что, кроме всего прочего, [слабый глаз] на самом деле не оказал отрицательного влияния на мою жизнь. У многих гораздо большие проблемы!» . Она согласилась с интервьюером в том, что непропорциональное внимание к этому указывает на вину индустрии моды за отсутствие разнообразия, сказав: «Я чувствую, что [фокус на косоглазии] говорит о них больше, чем обо мне, на самом деле. С другой стороны, если я заставила других людей, которые не уверены в своих маленьких „недостатках“, почувствовать себя каким-то образом сильнее, то это здорово». Она была приглашена на презентацию в Париже, первую от Hood by Air, и снялась в музыкальном видео рэперши M.I.A. для World Recycle Week с H&M.